# A65高速公路
A65高速公路是法国的一条高速公路，全长150千米，于2010年建成通车。A65始于Langon，终于Lescar，与A62、A64高速相连。A65也是欧洲E7公路的一部分。